# Epidemiologia clínica
L' Epidemiologia clínica és una disciplina que estudia els determinants de la malaltia en àmbits clínics. Formula prediccions sobre pacients concrets partint del mètode científic i de l'evidència existent. Utilitza mètodes científics sòlids que garanteixin que aquestes prediccions siguin exactes. Representa una base sòlida per a la presa de decisions clíniques, i permet deixar de banda pràctiques basades exclusivament en l'experiència que podrien fins i tot, resultar perjudicials pels pacients.
Es tracta d'una disciplina bàsica i recent en la formació del metge, i les disciplines afins al camp de la salut humana. El seu camp engloba estudis de diagnòstic, tractament i pronòstic d'un pacient amb una condició concreta.
Es basa en el coneixement i aplicació correcta dels instruments metodològics de l'epidemiologia, la bioestadística, les bases bibliogràfiques i la probabilitat per a reduir la variabilitat i la incertesa mèdica durant l'exercici de la medicina. Recolza la medicina basada en l'evidencia amb l'objectiu d'orientar el metge en la assistència i la cura dels pacients mitjançant l'aplicació del coneixement científic disponible.